# Julián Serrano Orive
Julián Serrano Orive (1877-1924) fue un militar español, fallecido en combate en la guerra del Rif.

## Biografía
Nació el 25 de enero de 1877 e ingresó en el servicio militar en 1893. Llegó a ser comandante entre las tropas de Marruecos. Tomó parte en numerosas acciones militares bajo el mando del general Dámaso Berenguer y obtuvo por méritos de guerra los empleos de coronel y general de brigada. Como coronel mandó durante mucho tiempo el regimiento de Ceuta número 60. En opinión de Ricardo de la Cierva, era un «hábil táctico, que resulta ser quizá, el jefe de quien más ha aprendido Franco en toda su vida militar». Falleció el 19 de noviembre de 1924 a causa de un disparo en el cuello y fue sustituido por Federico Berenguer.